# Tephritis posis
Tephritis posis är en tvåvingeart som beskrevs av Erich Martin Hering 1939. Tephritis posis ingår i släktet Tephritis och familjen borrflugor. Inga underarter finns listade i Catalogue of Life.